# Compagnia della Santa Croce dei Tessitori di seta

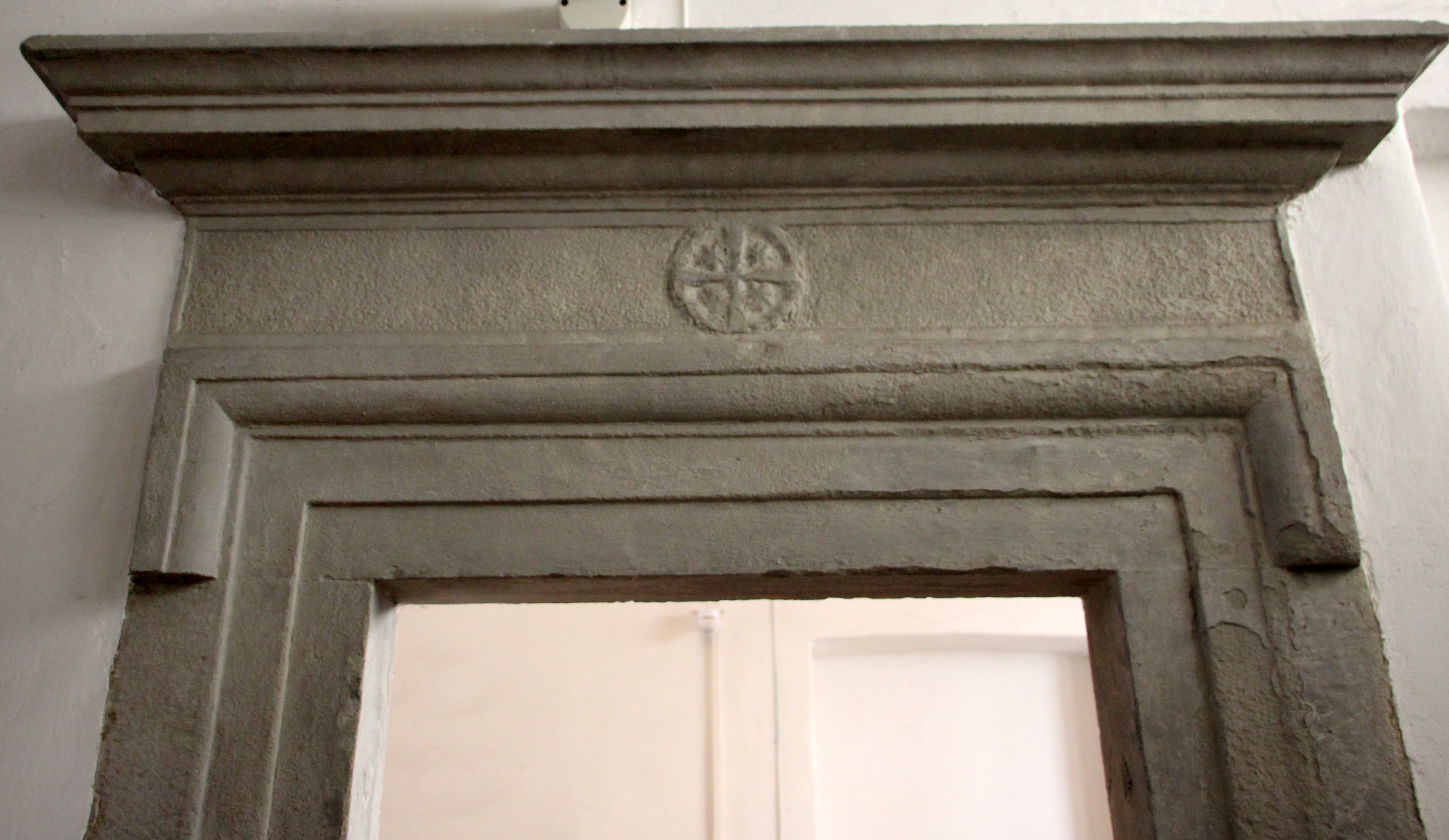
Stemma della Compagnia su un portale interno della loggia dei Tessitori

La Compagnia della Santa Croce dei Tessitori di seta era un'antica confraternita di Firenze.

## Storia

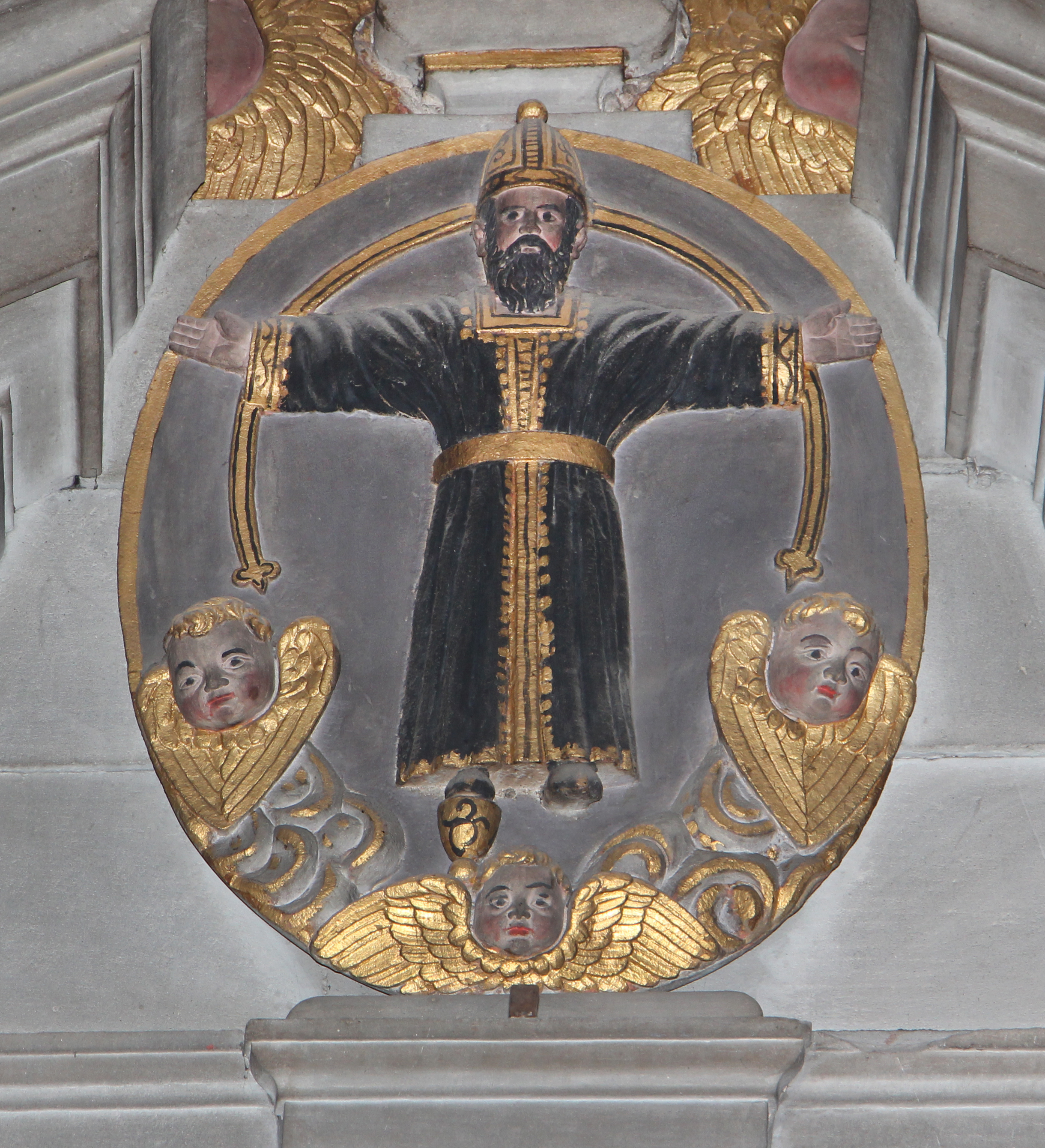
Simbolo del Volto Santo di Lucca nell'altare della confraternita in San Marco, Firenze

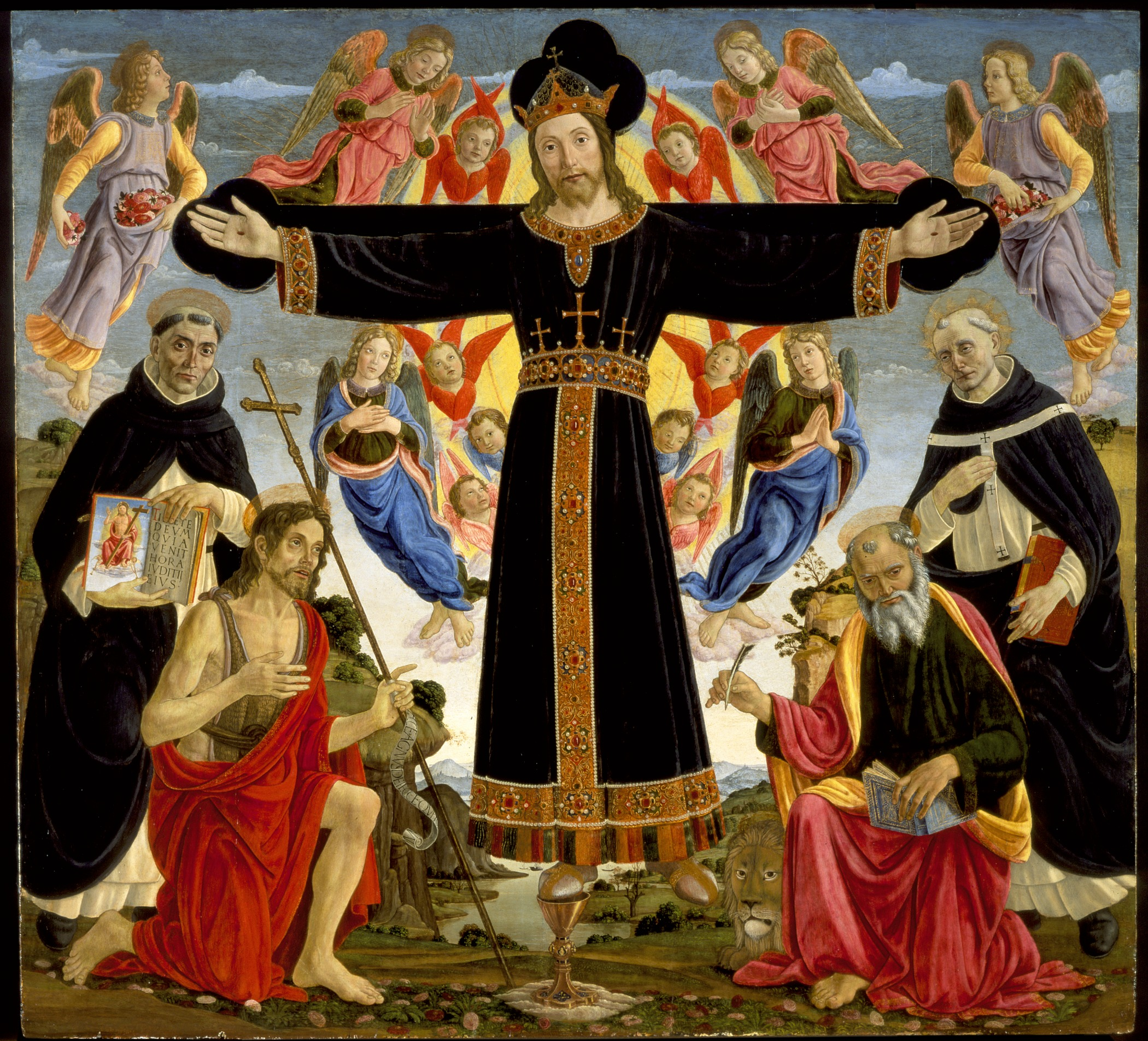
Maestro dell'Epifania di Fiesole, Volto Santo tra i santi Vincenzo Ferrer, Giovanni Battista, Antonino e Marco

La Compagnia nacque nel corso del XIV secolo, come si evince dal proemio ai Capitoli del 1647 in cui si ricorda un primo Statuto datato 1405, redatto molto tempo dopo la nascita. Si trattava di una Confraternita di carattere professionale, che si occupava della vista spirituale e del mutuo sostentamento dei tessitori di drappi, torcitori e filatori, tutti iscritti all'Arte della Seta. Già nel 1315 si ha notizia di un gruppo di setaioli lucchesi che si trasferirono a Firenze, e la particolare devozione della confraternita per il Volto Santo ricorda come molti discendenti di quei lucchesi ne facessero parte.
La prima sede fu un locale sotto al sagrestia della basilica di San Marco poi, dal 1455, in uno "spedale" in via San Gallo, che ai primi del XVI secolo essi fecero riedificare su progetto di Giuliano da Sangallo o del Cronaca, creando la grandiosa loggia dei Tessitori che ancora oggi si vede. In San Marco la compagnia mantenne comunque il patronato di un altare, posto nel tramezzo, ornato nel 1491 circa, da una pala con il Volto Santo tra i santi Vincenzo Ferrer, Giovanni Battista, Antonino e Marco dipinta dal cosiddetto Maestro dell'Epifania di Fiesole (oggi al County Museum di Los Angeles).
Nel 1538, complice la crisi del settore della seta, la Compagnia, in ristrettezze economiche, fu costretta a vendere la loggia a Ottaviano de' Medici per 300 fiorini d'oro, trasferendosi in un locale più modesto in via Sant'Egidio, presso il forno dell'ospedale di Santa Maria Nuova. Vi era annesso un oratorio dove è documentata la presenza di due pale, una delle quali potrebbe forse riconoscersi con quella raffigurante il Volto Santo dipinta da Piero di Cosimo intorno al 1495 e che forse si trovava già nella cappella (o oratorio) presso la Loggia dei Tessitori (oggi al Szépművészeti Múzeum di Budapest). L'altra potrebbe essere il Volto Santo con i Santi Giovanni Battista e Marco del cosiddetto Maestro di Serumido che potrebbe essere stata commissionata per il nuovo oratorio e che oggi si trova nel convento di San Salvatore al Monte.
A seguito della demolizione del tramezzo nella basilica di San Marco, nel 1590 la compagnia acquistò il terzo altare sinistro della navata, nel quale ancora si vede lo stemma della confraternita nell'architrave sormontato da un rilievo con il Volto Santo di Lucca. Per esso la compagnia per il quale commissionò nel 1593 al Cigoli la tavola con Eraclio che porta la croce, siglata in basso L.C. e datata 1594. 
Le tornate ordinarie avevano luogo la seconda e la quarta domenica del mese, con riunioni straordinarie per le due feste della santa Croce (3 maggio e, soprattutto, 14 settembre per l'adorazione del Volto Santo) e per l'Assunta. 
Come moltissime altre confraternite toscane, anche questa fu soppressa da Pietro Leopoldo il 21 marzo del 1785.

## Stemma
Lo stemma della Compagnia era d'azzurro, con una croce patente d'oro accompagnata da quattro stelle dello stesso disposte in cantone. Lo si trova vicino a un portalino esterno e in alcune mostre di porte interne alla Loggia dei Tessitori in via San Gallo, e sul loro altare in San Marco.